# Actopan (municipi d'Hidalgo)
Actopan és un municipi de l'estat d'Hidalgo que té com a capçalera municipal homònima. Oscil·la en un rang d'altitud d'entre 2.300 i 2.400 metres sobre el nivell del mar. La seva extensió total és de 203,00 km² i té una població estimada de 54.299 habitantes. Limita amb Atotonilco El Grande, El Arenal, Santiago de Anaya, Emiliano Zapata i San Salvador. Ubicat a l'eix Neovolcánico, della Serra de Madre Oriental. El clima és temperat-fred, amb pluges els mesos de juny, Juliol, Agost i Setembre, amb una mitjana de 392 mm anual. Maig, Juny, Juliol i Agost són els més calorosos, Febrer, Març i Abril solen tenir més vents de sud-oest.